# Даєр (округ, Теннессі)
Шаблон:StateAbbr_ 36°04′ пн. ш. 89°25′ зх. д. / 36.06° пн. ш. 89.41° зх. д.
Округ  Даєр (англ. Dyer County) — округ (графство) у штаті  Теннессі, США. Ідентифікатор округу 47045.

## Історія
Округ утворений 1823 року.

## Демографія
За даними перепису 2000 року загальне населення округу становило 37279 осіб, зокрема міського населення було 21079, а сільського — 16200. Серед мешканців округу чоловіків було 17867, а жінок — 19412. В окрузі було 14751 домогосподарство, 10459 родин, які мешкали в 16123 будинках. Середній розмір родини становив 2,97.
Віковий розподіл населення поданий у таблиці:
| Стать    | До 15 років | 15-21 | 22-29 | 30-39 | 40-49 | 50-65 | 65-85 | Понад 85 |
| -------- | ----------- | ----- | ----- | ----- | ----- | ----- | ----- | -------- |
| Чоловіки | 3970        | 1815  | 1875  | 2647  | 2683  | 2963  | 1742  | 172      |
| Жінки    | 3969        | 1697  | 1925  | 2788  | 2735  | 3211  | 2586  | 501      |

## Суміжні округи
- Лейк — північ
- Обіон — північний схід
- Ґібсон — схід
- Крокетт — південний схід
- Лодердейл — південь
- Міссіссіппі, Арканзас — південний захід
- Пеміскот, Міссурі — північний захід

## Виноски
1. ↑  U.S. Decennial Census. United States Census Bureau. Архів оригіналу за 26 квітня 2015. Процитовано 4 квітня 2015.
2. ↑  Historical Census Browser. University of Virginia Library. Архів оригіналу за 11 серпня 2012. Процитовано 4 квітня 2015.
3. ↑  Forstall, Richard L., ред. (27 березня 1995). Population of Counties by Decennial Census: 1900 to 1990. United States Census Bureau. Архів оригіналу за 21 лютого 2015. Процитовано 4 квітня 2015.
4. ↑  Census 2000 PHC-T-4. Ranking Tables for Counties: 1990 and 2000 (PDF). United States Census Bureau. 2 квітня 2001. Архів оригіналу (PDF) за 18 грудня 2014. Процитовано 4 квітня 2015.
5. ↑  State & County QuickFacts. United States Census Bureau. Архів оригіналу за 7 червня 2011. Процитовано 29 листопада 2013.(англ.) Наведено за англійською вікіпедією.
6. ↑  American FactFinder. Бюро перепису населення США. Архів оригіналу за 21 травня 2008. Процитовано 31 січня 2008.

| США | Це незавершена стаття з географії США. Ви можете допомогти проєкту, виправивши або дописавши її. |